# Atletismo nos Jogos Pan-Americanos de 2023 - 5000 m feminino
A competição de 5000 metros feminino do atletismo nos Jogos Pan-Americanos de 2023 foi disputada em 2 de novembro no Parque Deportivo Estadio Nacional, em Santiago, no Chile. No total, competiram 7 atletas de 5 Comitês Olímpicos Nacionais (CON).

## Calendário
Horário local (UTC-4).
| Data          | Horário | Fase  |
| ------------- | ------- | ----- |
| 2 de novembro | 19:25   | Final |

## Medalhistas
| Ouro   | VEN Joselyn Brea       |
| Prata  | USA Taylor Werner      |
| Bronze | CAN Julie-anne Staehli |

## Recordes
Antes desta competição, os recordes mundiais e dos Jogos Pan-Americanos da prova eram os seguintes:
| Tipo                             | Atleta            | Tempo    | Local         | Data                   |
| -------------------------------- | ----------------- | -------- | ------------- | ---------------------- |
|                                  | Gudaf Tsegay      | 14:00.21 | Orlando       | 17 de setembro de 2023 |
| Recorde dos Jogos Pan-Americanos | Adriana Fernández | 15:30.65 | Santo Domingo | 6 de agosto de 2003    |

## Resultados

### Final
Estes foram os resultados:
| Pos. | Ordem | Atleta             | Nacionalidade      | Tempo    | Notas |
| ---- | ----- | ------------------ | ------------------ | -------- | ----- |
| 01 ! | 2     | Joselyn Brea       | VEN Venezuela      | 16:04.12 |       |
| 02 ! | 4     | Taylor Werner      | USA Estados Unidos | 16:06.48 |       |
| 03 ! | 6     | Julie-anne Staehli | CAN Canadá         | 16:06.75 |       |
| 4    | 3     | Emily Infeld       | USA Estados Unidos | 16:09.53 |       |
| 5    | 1     | Anahi Alvarez      | MEX México         | 16:20.71 |       |
| 6    | 7     | Aisha Praught      | JAM Jamaica        | 16:23.06 |       |
| 7    | 5     | Briana Scott       | CAN Canadá         | 16:27.79 |       |

Legenda
| Recorde mundial                  | Recorde mundial (World record)               |                       | Recorde africano                      | Recorde africano (African) |                                           | Q | Classificado por posição (Qualified) |
| Recorde dos Jogos Pan-Americanos | Recorde pan-americano (Pan-American record)  | Recorde da América    | Recorde da América (Americas)         | q                          | Classificado por melhor tempo (Qualified) |   |                                      |
| Melhor marca do ano              | Melhor marca do ano (World leading)          | Recorde asiático      | Recorde asiático (Asian)              | DNS                        | Não largou (Did not start)                |   |                                      |
| Recorde nacional                 | Recorde nacional (National record)           | Recorde europeu       | Recorde europeu (European)            | DNF                        | Não terminou (Did not finish)             |   |                                      |
| Recorde pessoal                  | Recorde pessoal do atleta (Personal best)    | Recorde da Oceania    | Recorde da Oceania (Oceania)          | DSQ / DQ                   | Desclassificado (Disqualified)            |   |                                      |
| Recorde da temporada             | Recorde da temporada do atleta (Season best) | Recorde sul-americano | Recorde sul-americano (South America) | NM                         | Sem marca (No mark)                       |   |                                      |